# موجة انفجار

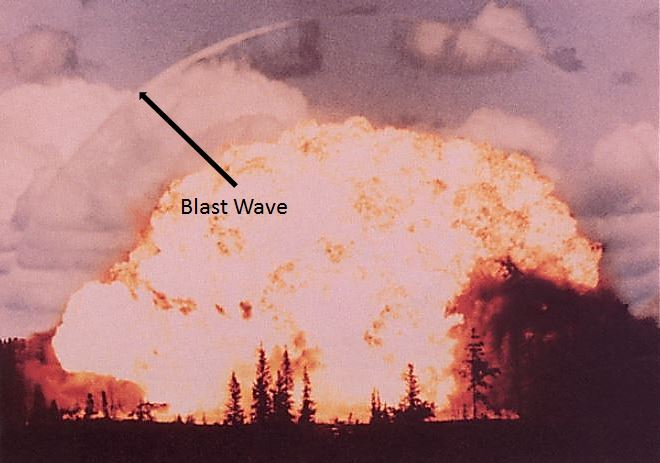

في ديناميكا الموائع، تتمثل موجة الانفجار في زيادة الضغط والتدفق الناتج عن ترسب كمية كبيرة من الطاقة في حجم صغير ومتمركز للغاية. يمكن تقدير حقل التدفق كموجة صدمية للرصاص، يليها مجال تدفق شبه صوتي مماثل ذاتياً. بعبارات أبسط، موجة الانفجار عبارة عن منطقة ضغط تتوسع خارج الصوت من اللب المتفجر. لديها جبهة صدمة الرائدة من الغازات المضغوطة. يتبع موجة الانفجار رياح قوية من الضغط السلبي، والتي تمتص العناصر في اتجاه الوسط. موجة الانفجار ضارة وخاصة عندما تكون قريبة جدا من المركز أو في موقع التداخل البناء. المتفجرات العالية التي تنفجر تولد موجات الانفجار.

## التاريخ
حل التدفق الكلاسيكي - ما يسمى «حل التشابه» - تم ابتكاره بشكل مستقل بواسطة جون فون نيومان وعالم الرياضيات البريطاني جيفري انجرام تايلور خلال الحرب العالمية الثانية. بعد الحرب، تم نشر حل التشابه بواسطة ثلاثة مؤلفين آخرين - ليونيد سيدوف، لاتر، و لوكوود تايلور- الذين اكتشفوا ذلك بشكل مستقل.
منذ العمل النظري المبكر منذ أكثر من 50 عامًا، استمرت كل من الدراسات النظرية والتجريبية لموجات الانفجار.

## الخصائص والصفات
تم وصف أبسط أشكال موجة الانفجار وأُطلق عليها اسم شكل فريدلاندر الموجي. ويحدث ذلك عندما تنفجر مادة شديدة الانفجار في حقل حر، أي بدون أسطح قريبة يمكن أن تتفاعل معها. موجات الانفجار لها خصائص تنبأ بها فيزياء الأمواج.
على سبيل المثال، يمكن أن ينتشر من خلال فتحة ضيقة، وتنكسر لأنها تمر عبر المواد. مثل الموجات الضوئية أو الصوتية، عندما تصل موجة الانفجار إلى حد بين مادتين، ينتقل جزء منه، ويتم امتصاص جزء منه، وينعكس جزء آخر. تحدد مقاوَمات المادتين مقدار كل منها.
تصف معادلة شكل موجة فريدلاندر ضغط موجة الانفجار كدالة للوقت:
{\displaystyle P(t)=P_{s}e^{-{\frac {t}{t^{*}}}}\left(1-{\frac {t}{t^{*}}}\right).}
حيث Ps هو ذروة الضغط و *t هو الوقت الذي يعبر فيه الضغط أولاً المحور الأفقي (قبل المرحلة السلبية).
ستلتف أمواج الانفجار حول الأشياء والمباني. لذلك، الأشخاص أو الأشياء الموجودة خلف مبنى كبير ليست محمية بالضرورة من الانفجار الذي يقع على الجانب الآخر من المبنى. يستخدم العلماء نماذج رياضية متطورة للتنبؤ بكيفية استجابة الأجسام للانفجار من أجل تصميم حواجز فعالة ومباني أكثر أمانًا.

### تكون حاجز ماخ
يحدث تكوين حاجز ماخ عندما تنعكس موجة الانفجار عن الأرض بينما يتدفق الانعكاس مع واجهة الصدمة الأصلية، مما يخلق منطقة ضغط عالي تمتد من الأرض إلى نقطة معينة تسمى النقطة الثلاثية على حافة موجة الانفجار. يحدث لأي شيء في هذا المجال ضغوط ذروة يمكن أن تكون أعلى بعدة مرات من ضغط الذروة في جبهة الصدمة الأصلية.

### التداخل البناء والهدام
في الفيزياء، يمثل التداخل اجتماعًا بين موجتين مترابطتين إما بزيادة أو خفض السعة الصافية، اعتمادًا على ما إذا كان التداخل بناءً أو مدمراً. إذا صادفت قمة موجة قمة موجة أخرى في نفس النقطة، فسوف تتداخل القمة بشكل بناء وتزداد سعة موجة القمة الناتجة؛ مُشكلة موجة أقوى بكثير من أي من موجات البداية. وبالمثل، فإن حوضين من أحواض المياه يكونان حوضًا أكثر سعة. إذا التقت قمة الموجة قاع موجة أخرى، فإنهما تتداخلان بشكل مدمر، وتنخفض السعة الكلية؛ مما يُنتج موجة أصغر بكثير من أي من الأمواج الأصلية.
تشكيل حاجز ماخ هو مثال واحد للتدخل البناء. عندما تنعكس موجة الانفجار عن السطح، مثل جدار المبنى أو داخل مركبة، يمكن أن تتفاعل الأمواج المنعكسة المختلفة مع بعضها البعض لتسبب زيادة الضغط عند نقطة معينة (التداخل البناء) أو انخفاض (التداخل المدمر). وبهذه الطريقة يشبه تفاعل موجات الانفجار تفاعل الموجات الصوتية أو موجات الماء.

## الضرر
تسبب موجات الانفجار أضرارًا بسبب مزيج من الانضغاط الخطير للهواء أمام الموجة (التي تشكل جبهة صدمة) والرياح التي تليها. تنتقل موجة الانفجار بشكل أسرع من سرعة الصوت، وعادة ما لا يستغرق مرور موجة الصدمة سوى بضع ميلي ثواني. مثل أنواع الانفجارات الأخرى، يمكن أن تسبب موجة الانفجار أيضًا أضرارًا للأشياء والأشخاص بسبب رياح الانفجار والحطام والحرائق. سوف يرسل الانفجار الأصلي شظايا تنتقل بسرعة كبيرة. يمكن في بعض الأحيان الحصول على حطام في موجة الانفجار، مما يتسبب في المزيد من الإصابات مثل اختراق الجروح أو التشوهات أو كسر العظام أو حتى الموت. رياح الانفجار هي منطقة الضغط المنخفض الذي يتسبب في اندفاع الحطام والشظايا بالفعل نحو الانفجارات الأصلية. يمكن أن تسبب موجة الانفجار أيضًا حرائق أو حتى انفجارات ثانوية من خلال مزيج من درجات الحرارة المرتفعة الناتجة عن التفجير والتدمير المادي للأشياء التي تحتوي على الوقود.

## التطبيقات

### القنابل
رداً على استفسار من لجنة ماود البريطانية، قدّر جيفيري تايلور كمية الطاقة التي سيتم إطلاقها بواسطة انفجار قنبلة ذرية في الهواء. افترض أنه بالنسبة لمصدر نقطة مثالي للطاقة، فإن التوزيعات المكانية لمتغيرات التدفق سيكون لها نفس الشكل خلال فترة زمنية معينة، والمتغيرات تختلف فقط في الحجم. (وهكذا اسم «حل التشابه».) سمحت هذه الفرضية بتحويل المعادلات التفاضلية الجزئية من حيث r (نصف قطر موجة الانفجار) و t (الوقت) إلى معادلة تفاضلية عادية من حيث متغير التشابه{\displaystyle {\frac {r^{5}\rho _{o}}{t^{2}E}}}
حيث {\displaystyle \rho _{o}} هي كثافة الهواء و (معادلة) هي الطاقة التي يطلقها الانفجار. سمحت هذه النتيجة لـجيفري تايلور بتقدير حصيلة الانفجار الذري الأول في نيو مكسيكو في عام 1945 باستخدام صور الانفجار فقط، التي نشرت في الصحف والمجلات. تم تحديد ناتج الانفجار باستخدام المعادلة: {\displaystyle E=\left({\frac {\rho _{o}}{t^{2}}}\right)\left({\frac {r}{C}}\right)^{5}}
حيث أن C ثابت بدون أبعاد وهو عبارة عن دالة لنسبة حرارة الهواء المحددة عند ضغط ثابت إلى حرارة الهواء المحددة عند حجم ثابت. تتأثر قيمة C أيضًا بالخسائر الإشعاعية، ولكن بالنسبة للهواء، فإن القيم C من 1.00-1.10 تعطي نتائج معقولة عمومًا. في عام 1950 ، نشر جيفري تايلور مقالتين كشف فيهما عن المحصلة E للانفجار الذري الأول، الذي تم تصنيفه من قبل والذي كان نشره إنجازًا عظيمًا.
في حين أن الانفجارات النووية هي من بين أوضح الأمثلة على القوة التدميرية لأمواج الانفجار، فإن موجات الانفجار الناتجة عن انفجار القنابل التقليدية وغيرها من الأسلحة المصنوعة من المتفجرات العالية استخدمت كأسلحة حرب بسبب فعاليتها في إحداث إصابات متعددة الصدمات. خلال الحرب العالمية الثانية وتورط الولايات المتحدة في حرب فيتنام، كانت خلال الحرب العالمية الثانية وتورط الولايات المتحدة في حرب فيتنام، كانت الرئة الانفجارية إصابة شائعة ومميتة في أغلب الأحيان. ساعدت التحسينات التي أدخلت على معدات الوقاية الشخصية والمركبات على تقليل حدوث رضة رئوية. إصابة شائعة ومميتة في أغلب الأحيان. ساعدت التحسينات التي أدخلت على معدات الوقاية الشخصية والمركبات على تقليل حدوث انفجار الرئة. ساعدت التحسينات التي أدخلت على معدات الوقاية الشخصية والمركبات على تقليل حدوث انفجار الرئة. ومع ذلك، نظرًا لأن الجنود يتمتعون بحماية أفضل من اختراق الإصابات والبقاء على قيد الحياة من التعرض المميت سابقًا، أصبحت إصابات الأطراف وإصابات العين والأذن وإصابات الدماغ المؤلمة أكثر انتشارًا.
يعتمد السلوك الهيكلي أثناء الانفجار كليًا على المواد المستخدمة في بناء المبنى. عند اصطدام وجه المبنى، تنعكس واجهة الصدمة الناتجة عن الانفجار على الفور. هذا التأثير مع الهيكل يضفي زخمًا على المكونات الخارجية للمبنى. يجب امتصاص الطاقة الحركية المرتبطة بالمكونات المتحركة أو تبديدها من أجل بقائها. بشكل عام، يتم تحقيق ذلك عن طريق تحويل الطاقة الحركية للمكون المتحرك إلى إجهاد الطاقة في العناصر المقاومة.
عادةً ما تفشل العناصر المقاومة، مثل النوافذ وواجهات المباني وأعمدة الدعم، مما تسبب في أضرار جزئية حتى الانهيار التدريجي للمبنى.

### علم الفلك
أصبح حل سيدوف تايلور المزعوم (انظر قنابل §) مفيدًا في الفيزياء الفلكية. على سبيل المثال، يمكن تطبيقه لحديد كمية تخمينية للنتائج الناجمة عن انفجارات المستعرات العظمى. يُعرف امتداد سيدوف تايلور أيضًا باسم مرحلة «موجة الانفجار»، وهي عبارة عن مرحلة توسعية ثابتة في دورة حياة المستعرات العظمى. تنخفض درجة حرارة المادة الموجودة في قشرة السوبرنوفا مع مرور الوقت، لكن الطاقة الداخلية للمادة هي دائمًا 72٪ من E0 ، الطاقة الأولية المنبعثة. هذا مفيد لعلماء الفيزياء الفلكية المهتمين بالتنبؤ بسلوك بقايا المستعرات العظمى.

### أبحاث
يتم إنشاء موجات الانفجار في البيئات البحثية التي تستخدم أنابيب صدمة مدفوعة بالغازات المضغوطة في محاولة لتكرار بيئة الصراع العسكري لفهم فيزياء الانفجار والإصابات التي قد ينتج عنها بشكل أفضل، ولتطوير حماية أفضل ضد التعرض للانفجار. موجات الانفجار توجه بأتجاه الهياكل (مثل المركبات)، والعينات البيولوجية أو البدائل. غالبًا ما يتم استخدام أجهزة استشعار الضغط العالي السرعة و / أو الكاميرات عالية السرعة لتحديد الاستجابة للتعرض للانفجار.
تستخدم أجهزة اختبار مجسم الشكل (ATD أو دمى الاختبار) المطورة في البداية لصناعة السيارات، وأحيانًا مع أجهزة إضافية، لتقدير الاستجابة البشرية لأحداث الانفجار. على سبيل المثال، تتم محاكاة العاملين في المركبات والعاملين في فرق إزالة الألغام باستخدام أجهزة ATD هذه.
بمشاركتها مع التجارب، تم صنع نماذج رياضية معقدة للتفاعل بين موجات الانفجار والهياكل غير الحية والبيولوجية. تعد النماذج التي تم التحقق منها مفيدة في تجارب «ماذا لو» - تنبؤات للنتائج في سيناريوهات مختلفة. اعتمادًا على النظام الذي تم تصميمه، قد يكون من الصعب الحصول على معاملات إدخال دقيقة (على سبيل المثال، خواص المواد للمواد الحساسة للمعدل بمعدلات انفجار التحميل). عدم التحقق من الصحة التجريبية يحد بشدة من فائدة أي نموذج رقمي.